# Jozef Šarina
Jozef Šarina (26. listopadu 1921 - ???) byl slovenský a československý politik Komunistické strany Slovenska a poúnorový poslanec Národního shromáždění ČSSR a Sněmovny lidu Federálního shromáždění.

## Biografie
V letech 1960-1964 byl předsedou MNV města Bánovce nad Bebravou. V roce 2007 mu byl in memoriam udělen děkovný list za pomoc při rozvoji a výstavbě města.
Ve volbách roku 1960 byl zvolen za KSS do Národního shromáždění ČSSR za Západoslovenský kraj. Mandát obhájil ve volbách v roce 1964. V Národním shromáždění zasedal až do konce jeho funkčního období v roce 1968.
K roku 1968 se profesně uvádí jako předseda MNV z obvodu Bánovce nad Bebravou.
Po federalizaci Československa usedl roku 1969 do Sněmovny lidu Federálního shromáždění (volební obvod Bánovce nad Bebravou), kde setrval do konce volebního období, tedy do voleb v roce 1971.